# Mixtura
Mixtura – polska grupa muzyczna grająca mieszankę muzyki elektronicznej, hip-hopu oraz rocka, powstała w 2011 roku. Zespół, powstały z inicjatywy wokalisty Kamila „Grizzlee” Raciborskiego, tworzą Akvizytor (gitara, śpiew), Grzela (gitara basowa), Bolek (perkusja), Baran (instrumenty klawiszowe) oraz Pantekturka (VJ).
W kwietniu 2012 roku ukazał się pierwszy singel zespołu, Ślepy, udostępniony następnie na profilu YouTube grupy. Kolejnym upublicznionym utworem na YouTube było Piętno, w którym gościnnie wystąpił Pezet.
23 listopada nakładem UrbanRec ukazała się debiutancka płyta zespołu, Duch w Maszynie. Album zawiera dwie płyty CD, jedna zawiera premierowy materiał, natomiast na drugiej znajdują się wersje instrumentalne wszystkich utworów z pierwszej płyty.

## Dyskografia
| Tytuł           | Dane dot. albumu                               |
| --------------- | ---------------------------------------------- |
| Duch w maszynie | - Data: 23 listopada 2012 - Wydawca: Urban Rec |

## Teledyski
| Tytuł                       | Rok  | Reżyseria/Realizacja  | Album           | Źródło |
| --------------------------- | ---- | --------------------- | --------------- | ------ |
| „Piętno” (gościnnie: Pezet) | 2012 | Grupa 13              | Duch w maszynie | [ 7 ]  |
| „Machina II”                | 2012 | Evil Eye Movie Studio | Duch w maszynie | [ 8 ]  |
| „Dynamit”                   | 2013 | —                     | Duch w maszynie | [ 9 ]  |